# Anaïs Morichon
Anaïs Morichon, née le 6 octobre 1999 à Limoges en Haute-Vienne, est une coureuse cycliste professionnelle française, spécialiste du cyclo-cross. Elle est membre de l'équipe cycliste féminine Arkéa-B&B Hotels.

## Biographie
Lors de la saison 2022, elle prend part au Tour de France. La veille de l'arrivée, lors de la 7e étape, elle termine hors délais pour 7 secondes, franchissant la ligne d'arrivée, tout comme sa coéquipière Julia Biryukova, à plus de 41 minutes de la vainqueur Annemiek van Vleuten.
Elle commence sa saison de cyclo-cross lors de la manche d'ouverture de la Coupe de France à Nommay, où elle se classe 5e. En novembre, après avoir disputé les Championnats d'Europe à Namur, elle signe 3 victoires consécutives en seulement 8 jours,. Elle prend aussi la tête de la Coupe de France. À l'issue des 6 manches, elle remporte le classement général, succédant au palmarès à sa coéquipière Amandine Fouquenet.
Son frère Mathieu est également spécialiste du cyclo-cross. En décembre 2020, ils ont d'ailleurs remporté le même jour une épreuve en Slovaquie.

## Palmarès en cyclo-cross
- 2014-2015
  - 2e du classement général de la Coupe de France cadettes
- 2015-2016
  - 3e du classement général de la Coupe de France juniors
- 2020-2021
  - Grand Prix de Topoľčianky
- 2021-2022
  - Cyclo-cross international de Dijon
  - Coupe d'Espagne #2, Laudio
  - 2e du classement général de la Coupe de France
- 2022-2023
  - Cyclo-cross d'Auxerre
  - Vainqueur du Classement général de la Coupe de France : 
    - Coupe de France #3, Camors
    - Coupe de France #4, Camors
    - Coupe de France #6, Troyes
- 2023-2024
  - 3e du championnat de France de cyclo-cross
- 2024-2025
  - Coupe de France #5, Troyes
  - 2e du championnat de France de cyclo-cross en relais mixte

## Palmarès sur route

### Par années
- 2021
  - 2e de la Mirabelle Classic
  - 3e du championnat Centre-Val de Loire
  - 3e du championnat de France sur route espoirs
  - 3e du Tour de Charente-Maritime
- 2023
  - 1re étape du Tour d'Estrémadure féminin (contre-la-montre par équipes)
  - 2e de la Classic Féminine de Vienne Nouvelle-Aquitaine

### Résultats sur les grands tours

#### Tour de France
2 participations
- 2022 : hors délais (7e étape)
- 2023 : abandon (4e étape)

### Classements mondiaux
| Année                                 | 2021 | 2022 | 2023  |
| ------------------------------------- | ---- | ---- | ----- |
| Classement UCI                        | 561e | 170e | 1378e |
| UCI World Tour                        | nc   | 177e | nc    |
|                                       |      |      |       |
| Légende : nc = non classéSource : UCI |      |      |       |